# Markus Philipp Zehnder
Markus Philipp Zehnder (* 1964 in Basel) ist ein Schweizer evangelischer Theologe. Er ist Professor für Altes Testament an der Internationalen Hochschule Liebenzell.

## Leben
Markus Philipp Zehnder besuchte von 1975 bis 1983 das Gymnasium am Kohlenberg in Basel. Von 1983 bis 1990 studierte er Theologie an der Universität Basel und an der Universität Bern. 1990 bis 1991 absolvierte er ein Vikariat in der Evangelisch-reformierten Kirche in Riehen. Beim Alttestamentler und semitischen Sprachwissenschaftler Ernst Jenni machte er seine Doktoralstudien und verfasste seine Dissertation zum Thema Wegmetaphorik im Alten Testament. Eine semantische Untersuchung der alttestamentlichen und altorientalischen Weg-Lexeme mit besonderer Berücksichtigung ihrer metaphorischen Verwendung. Er wurde 1997 zum Dr. theol. an der Universität Basel promoviert.
1994 nahm er an einem archäologischen Lehrkurs des Deutschen Evangelischen Instituts für Altertumswissenschaft im Heiligen Land in Jordanien und Israel teil; zudem beteiligte er sich an Ausgrabungen in Tell el-Oreyme. 1995 bis 1998 war er Mitglied der Evangelisch-reformierten Synode von Basel-Stadt. 1996 bis 1998 unterrichtete er Altes Testament und  Biblisches Hebräisch am Theologisch-Diakonischen Seminar Aarau. 1998 bis 2001 war er Fellow des Schweizerischen Nationalfonds, Visiting Research Fellow an der Hebräischen Universität Jerusalem und an der Abteilung für Sprachen und Zivilisation des Nahen Ostens der Harvard University. 2002 bis 2003 war er erneut für den Schweizerischen Nationalfonds tätig, diesmal als wissenschaftlicher Mitarbeiter für das Forschungsprojekt über das Partherreich. 
Nach der Habilitation 2003 an der Universität Basel war er dort bis 2004 als Privatdozent für Altes Testament tätig. 2004 bis 2006 leitete er die Biblischen Studien der Katechetenausbildung der Reformierten und Katholischen Kirchen von Basel-Stadt und Basel-Land. 2004 bis 2017 war er Lehrbeauftragter für Altes Testament an der Theologischen Fakultät der Universität Basel. 2005 bis 2006 war er Professor für Altes Testament am Theologischen Seminar Ewersbach. 2006 bis 2016 war er Professor für Biblische Studien am Ansgar Theological College and Seminary im norwegischen Kristiansand, seit 2012 ist er dort auch Co-Direktor der norwegischen Sommerakademie für Biblische Studien. 2008 bis 2009 war er Research Fellow an der deutschen Universität Bochum zum Thema „Dynamik in der Religionsgeschichte zwischen Asien und Europa“. 2013 bis 2016 hatte er den Lehrstuhl für Altes Testament der Evangelischen Theologischen Fakultät im belgischen Löwen inne. 2016 bis 2023 lehrte er als Professor für Altes Testament und semitische Sprachen an der Talbot School of Theology an der Biola University in La Mirada bei Los Angeles. 2023 bis 2024 war er wissenschaftlicher Mitarbeiter an der Internationalen Hochschule Liebenzell. Seit 2024 ist er Professor für Altes Testament an der Internationalen Hochschule Liebenzell.

## Ehrungen
Für seine Basler Habilitationsschrift wurde er 2006 mit dem Johann-Tobias-Beck-Preis ausgezeichnet.

## Schriften (Auswahl)
- Wegmetaphorik im Alten Testament. Eine semantische Untersuchung der alttestamentlichen und altorientalischen Weg-Lexeme mit besonderer Berücksichtigung ihrer metaphorischen Verwendung. Berlin 1999, ISBN 3-11-016300-4 (Dissertation).
- Umgang mit Fremden in Israel und Assyrien. Ein Beitrag zur Anthropologie des „Fremden“ im Licht antiker Quellen. Stuttgart 2005, ISBN 3-17-018997-2.
- mit Peter Stephan Wick (Hrsg.): The Parthian empire and its religions. Studies in the dynamic of religious diversity. Das Partherreich und seine Religionen. Studien zu Dynamiken religiöser Pluralität. Gutenberg 2012, ISBN 978-3-940598-13-4.
- mit Hallvard Hagelia (Hrsg.): Encountering violence in the Bible. Sheffield 2013, ISBN 1-909697-01-X.
- New studies in the Book of Isaiah. Essays in honor of Hallvard Hagelia. Piscataway 2014, ISBN 1-4632-0356-X